# Nienburger Torturm

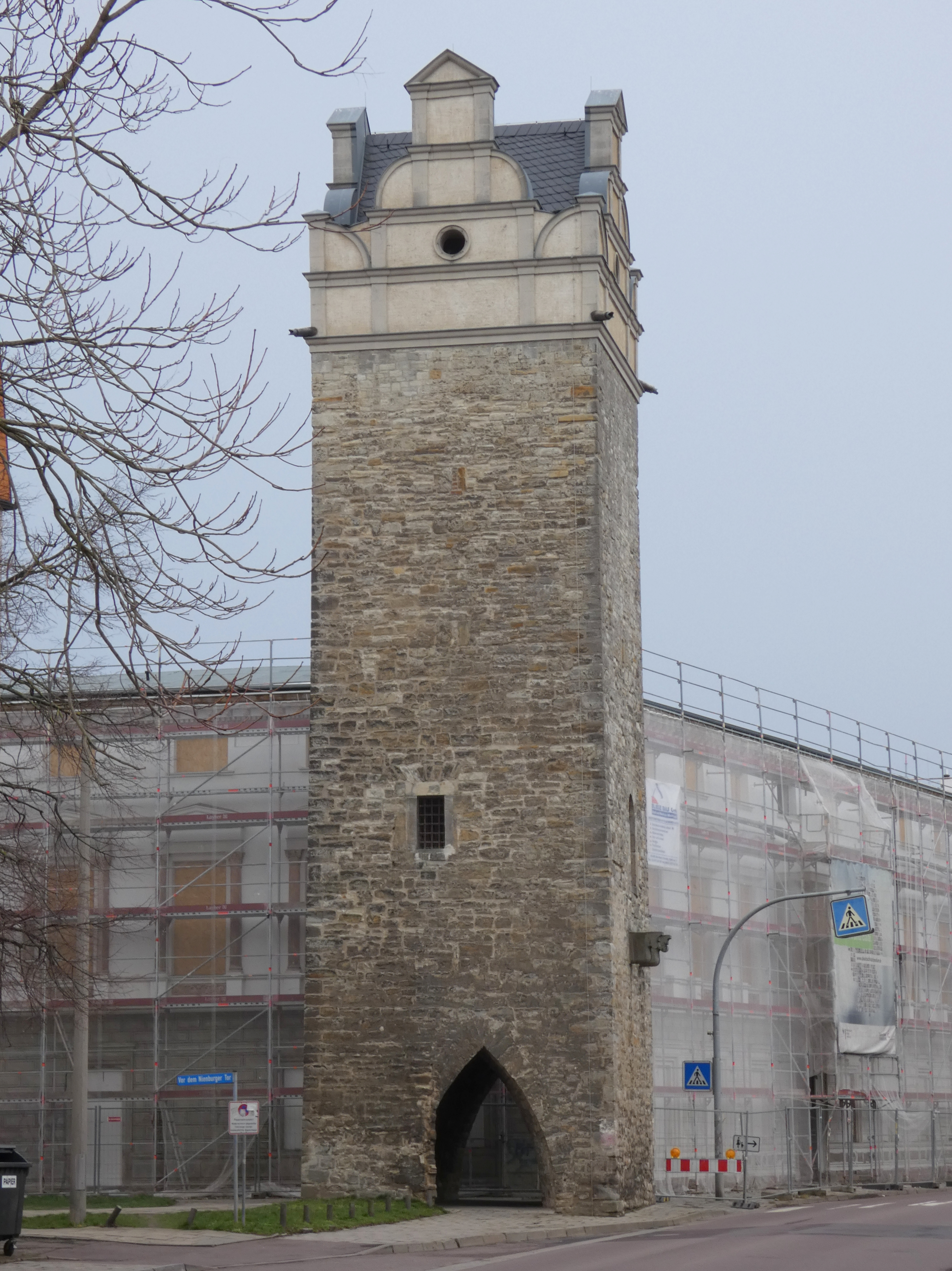
Der Nienburger Tortum

Der Nienburger Torturm oder auch Nienburger Stadtturm ist ein spätmittelalterlicher Torturm in der Stadt Bernburg (Saale). Er ist als Kulturdenkmal ausgewiesen.

## Geschichte
Der Nienburger Torturm war Teil der nordöstlichen Stadtmauer der Altstadt Bernburgs in Richtung Nienburg (Saale). Bereits zur Stadtgründung soll an der Stelle ein Torturm als „Hirtenturm“ mit Pforte in erster Linie dem Viehaustrieb gedient haben. Im 15. Jahrhundert wurde der Nienburger Torturm als „Neues Tor“ errichtet.

## Bauwerk
Der rechteckige Wehrturm mit auffälligen Renaissance-Giebeln besteht im unteren Dreiviertel aus unverputztem Bruchsteinmauerwerk. Er hat mehrere Rechteckfenster. Die südöstliche Seite der lanzettbogigen Toröffnung engt sich stadtauswärts ein. Sein Zugang, eine Rundbogentür in mehreren Metern Höhe, befindet sich auf seiner nordwestlichen Seite. Unter dieser sind zwei Konsolen angebracht. Die Renaissancegiebel sind verputzt und mit Gesimsen und Lisenen strukturiert. Das Dach ist mit grauem Schiefer eingedeckt.